# Telecabina Panoràmic del Mont Blanc
El Telecabina Panoràmic del Mont-Blanc (Télécabine Panoramic Mont-Blanc en francès), antigament denominat Telecabina del Valle Bianco (Télécabine de la Vallée Blanche), és un telecabina tècnicament assimilable a un telefèric, ja que compta amb un cable portant fix i un cable tractor, que realitza un recorregut aeri de 5.093 metres en un temps d'aproximadament 30 minuts, sobre la Vall Blanca del Mont Blanc i la Glacera del Géant. El telecabina uneix l'Aiguille du Midi, situada a França a una altitud de 3.778 metres, amb la Punta Helbronner, situada a la frontera entre França i Itàlia, a una altitud de 3.466 metres.
Al llarg del recorregut, el telecabina sobrevola nombrosos seracs i esquerdes de la glacera. En total es realitzen cinc parades, que duren el temps necessari perquè el passatge pugi i baixi del telecabina en les dues estacions.
El trajecte es subdivideix en tres trams. El primer, de 1.684 metres, té el suport en una subestació situada sobre el Gros Rognon, a partir de la qual la trajectòria gira entre 7° i 9° a la dreta. Des d'aquest punt, travessa la Glacera del Géant al llarg de 2.831 metres, fins a aconseguir el Col des Flambeaux, punt en el qual el telecabina travessa un suport suspès format per cables que al seu torn queden ancorats en dos pics laterals. El tram final fins a aconseguir la Punta Helbronner, a 3.466 metres d'altitud, té una longitud de 447 metres.